# Villa Cassalette

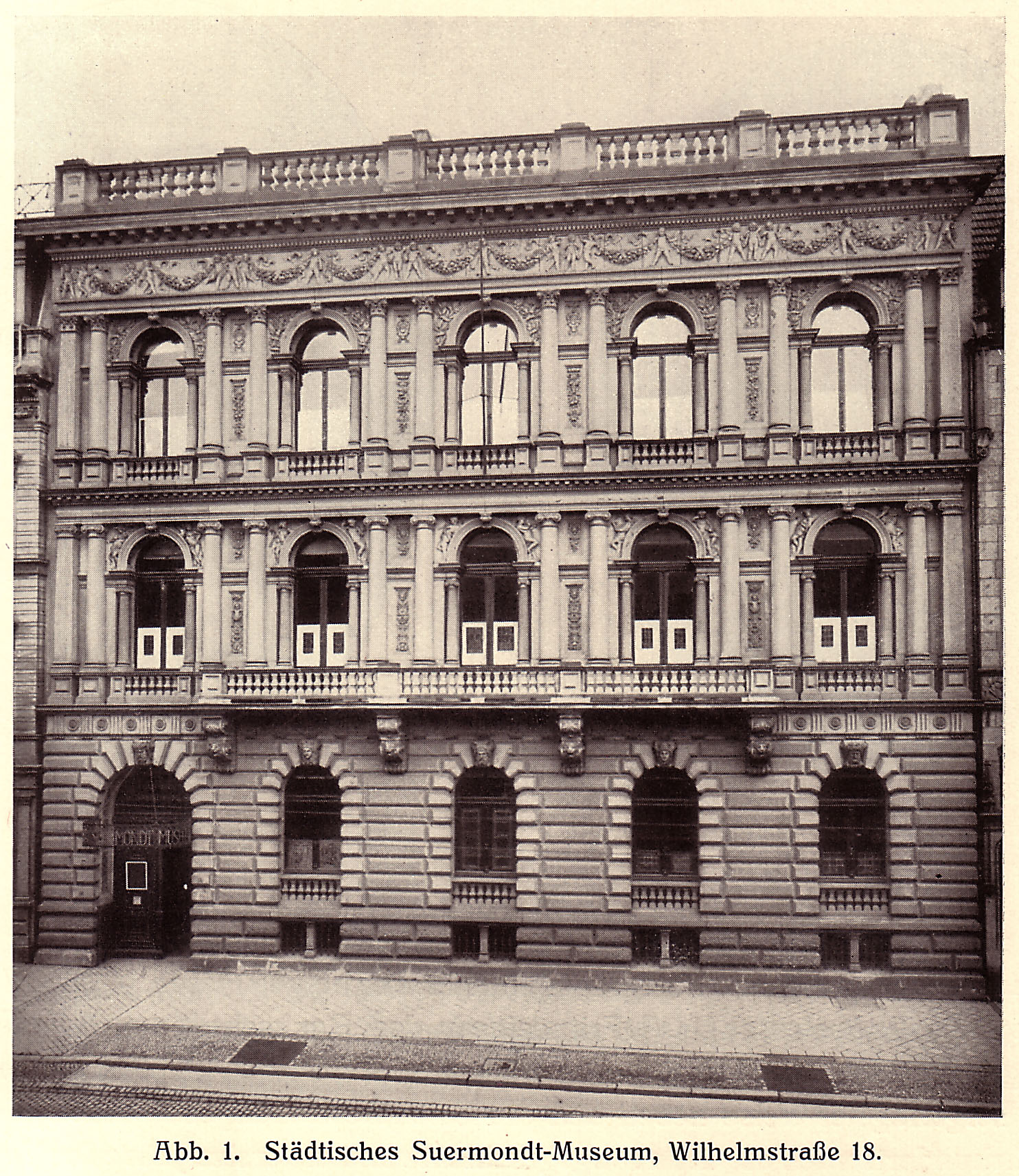
Villa Cassalette (1901), heute Suermondt-Ludwig-Museum

Die Villa Cassalette ist ein ehemaliges Wohnhaus in Aachen, Wilhelmstraße 18, das 1883–1888 als Stadtpalais im historistischen Stil des Neumanierismus nach Entwurf des Aachener Architekten Eduard Linse errichtet wurde. Das Gebäude beherbergt heute das Suermondt-Ludwig-Museum und steht unter Denkmalschutz.

## Geschichte und Architektur

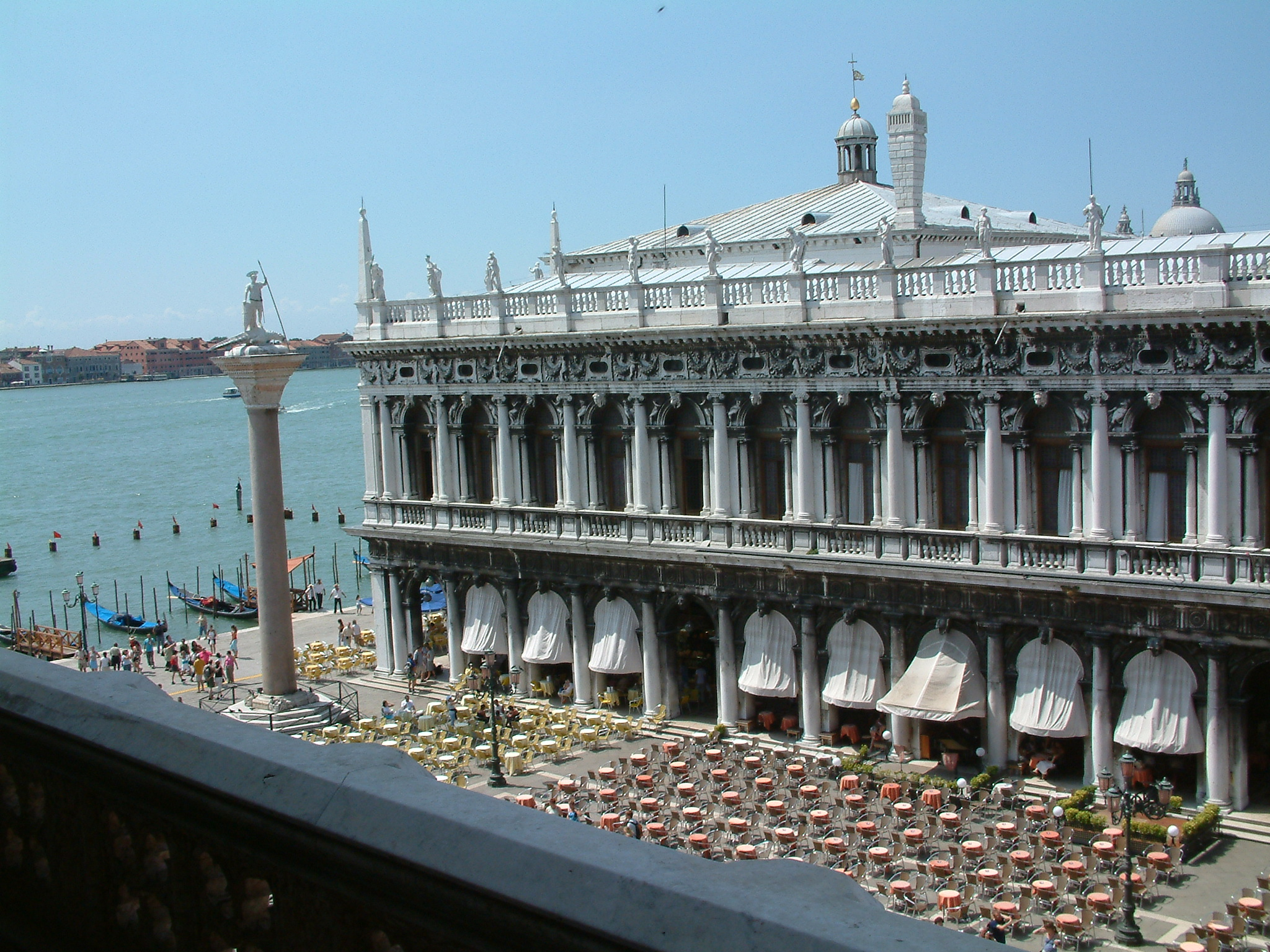
Libreria von Jacopo Sansovino, Vorlage für die Villa Cassalette

Bauherr der Villa Cassalette war Eduard Cassalette, ein Enkel des Gründers der Aachener Kratzenfabrik Cassalette, Peter Joseph Cassalette. Eduard Cassalette wünschte sich einen zeitgemäßen Stadtpalast, dessen Entwurf angelehnt an Vorbilder der italienischen Renaissance im Stil des gründerzeitlichen Neumanierismus ein monumentales Erscheinungsbild bieten sollte. Im Jahr 1883 begann Eduard Linse in Cassalettes Auftrag mit der Planung dieses repräsentativen Bauwerks, dessen in Sandstein gehaltene, dreigeschossige und fünfachsige Straßenfront 25 m misst. Ein Jahr später erfolgte die Grundsteinlegung und vier Jahre danach der Einzug. Das als privates Wohnhaus genutzte Gebäude wurde von Linse als Gesamtkunstwerk in Architektur und Innenausstattung gestaltet, als eine Ars Una.
Die Innenräume sollten einerseits behaglich einladend, andererseits für die Bewirtschaftung und den Empfang größerer Gesellschaften geeignet sein. Eduard Cassalette stimmte dem Grundriss- und Fassaden-Entwurf von Linse weitgehend zu. Bei der Gestaltung der Straßenansicht wählte Linse Palastbauten aus Venedig als Vorbild, speziell die Außenfront der Biblioteca Marciana von Jacopo Sansovino, aber auch den Palazzo Corner della Ca' grande (mit Rustikazone, drei Geschossen, Balustraden und Doppelung der Frontsäulen) aus dem Jahr 1545 und den Ca’ Rezzonico von 1667. Das stark bossierte Erdgeschoss ist in Polsterquaderwerk gehalten. Dem Rustikageschoss folgt die Beletage mit gemäß der Superposition ionischen und das zweite Geschoss mit korinthischen Kapitellen. „In den Obergeschossen fassen jeweils sechs hohe Säulenpaare als Großordnung die fünf Fenster mit Säulenkleinordnungen“ ein. Dieses architektonische Formenspiel entstammt ebenfalls der Markusbibliothek und der Kolossalordnung.
Jedoch setzte Linse vorne zwei Säulen und hob damit die Leichtigkeit des venezianischen Bauwerks mit einer Vordersäule auf. Die seitlichen Abschluss-Säulen wandelte Linse in pilasterartige Pfeiler um. Die Schäfte der vorderen Säulen sind glatt, die der Fenstersäulen in römischer Kannelierung gehalten, der untere Teil des Säulenschaftes ist mit Pfeifen angereichert. Dies gliedert die Säulenfront horizontal entgegen der Betonung der Senkrechten durch die Säule und unterstreicht den Neomanieristischen Stil ebenso wie das Triglyphen-Metopen-Fries im unteren und nicht im oberen Bereich als Abschluss des Erdgeschosses. Die Metopen schmücken Rosetten-Ornamente. Zwischen den Fenstern ist die Fassade mit ornamentalen Reliefs in hohen Rechtecken versehen. Die einzelnen Fenster sind triumphbogenartig gestaltet mit kassettierter Bogenlaibung. Die große durchgehende venezianische Galerie wird reduziert auf einen drei Fenster umfassenden auf Konsolen gesetzten Balkon und Balustraden. Linses Werk ist ein Horror vacui, jeder Part ist vollkommen durchgestaltet. Unter dem Balkon finden sich u. a. Muschelmotive als Dekorationselemente.
All dies verleiht dem Bauwerk einen nordischen Gesamteindruck von Schwere. Festons, Putten, die an den Bögen der Fenster anlehnenden Skulpturen und die Keilstein-Köpfe sind die von der Libreria abgeleiteten Schmuckelemente. Die Parterre-Bögen sind mit Keilsteinköpfen geschmückt. Von den fünf Parterre-Köpfen stellt der Kopf über dem Eingang Herkules dar, erkenntlich an seinem Löwenkopfhut. In der Mitte ist Hermes mit seinem Flügelhelm dargestellt, flankiert von einem weiblichen Kopf mit Lorbeer und einem mit einer Krone, bei dem letzten scheint es sich um ein mit Lorbeer gekröntes bärtiges Haupt zu handeln. Die Fensterbögen der Beletage werden von Skulpturen in Anlehnung an Michelangelos Tageszeiten der Medici-Gräber flankiert, die sich an die Bögen der Fenster in unterschiedlichsten Positionen seitlich anlehnen. Die Attribute der zehn Skulpturen von Adoleszenten sind Palmwedel, Schwert, Armbrust, Spinnspule, eine Rückenskulptur, Flöte, Zeichenbrett, Buch, Seil mit Spaten und als letzte rechts ein Schmied mit Hammer und Amboss. Die Darstellungen von Linses Vorzeichnung sind teilweise variierend mit Flügeln aufgefasst. Der Adoleszent mit Spinnspule verweist auf den Beruf des Hausherrn und auf die Aachener Textilindustrie.
Die Fensterbögen der zweiten Etage schmücken florale Ornamente (Lorbeer-, Eichenäste u. a.), das Laubwerk. An dem Gebälk werden mit Bandelwerk verbundene Festons von 21 Putten getragen. Sie sind abwechselnd einzeln, in Dreiergruppen und je zwei an den Ecken in den verschiedensten Posen in reger Bewegung, stehend und gehend mit den schweren Fruchtgehängen zwischen sich und von flatternden Bändern umgeben dargestellt. In vollendeter Aufteilung hat Linse über den Fensterkämpfern je eine Putte und über den Doppelsäulen je eine Dreiergruppe platziert. Hinter dem Gebälk befindet sich das Mezzanin. Das Halbgeschoss war zum Garten hin mit Fenstern ausgestattet. Die Gartenfront dieser Villa mit Parkanlage war gegenüber der Straßenansicht schlicht gehalten. Zeitgemäß wurde die Attika balustradenartig gestaltet. Auf Wunsch von Cassalette kam ein Mansarden-Dach als oberer Abschluss hinzu. Vermutlich eine Reminiszenz an sein von Johann Joseph Couven erbautes Elternhaus bzw. großelterliches Haus Cassalette in der Peterstraße 44/46, Ecke Kurhausstraße. Linses Ausführung zeigt einen Dachfirst mit seitlichen Löwenköpfen als Bekrönung. Sein Bezug zu Venedig wird in Form zahlreicher Löwen-Darstellungen offensichtlich. Die Kreuzkappengwölbedecke der Toreinfahrt wurde von Säulen und Gurtbögen gegliedert.

## Bauausführung
Ungünstige Baugrund- und Grundwasserverhältnisse im Bereich der tiefgründig verwitterten oberdevonischen Condroz-Sandsteine erschwerten den Beginn der Bauarbeiten. Ein Verbund von umgekehrten Gewölben unter den Grundmauern verhinderte ein ungleichmäßiges Setzen des Bauwerks. Das Grundstück hat eine rechteckige Grundform, jedoch mit diagonaler Abschrägung an der Rückseite.
Eduard Linse führte die Villa Cassalette mit folgenden Personen und Firmen aus:
- Architekturpläne: Architekt Wirth
- Konstruktionsbearbeitung und Bauleitung: Ingenieur Winand Linse, Aachen, Hochstraße 34[6]
- Bildhauerarbeiten der Fassade: Wilhelm Albermann, Köln
- Bildhauerarbeiten der Innenräume: A. Fischer, Aachen
- Bronzearbeiten: P. Stolz, Stuttgart
- Malerarbeiten: J. M. Keuffel, Frankfurt am Main
- Kunsttischlerarbeiten: Actien-Gesellschaft Mechanische Bautischlerei und Holzgeschäft in Oeynhausen,[7] Bad Oeynhausen, und R. Reimann, Aachen
- Kunstschmiedearbeiten: Eduard Puls, Berlin
- Gobelins und Kunstmöbel: F. W. Rottmann, Aachen
- Marmorarbeiten: P. Kessel, Aachen[8]

## Innenraum

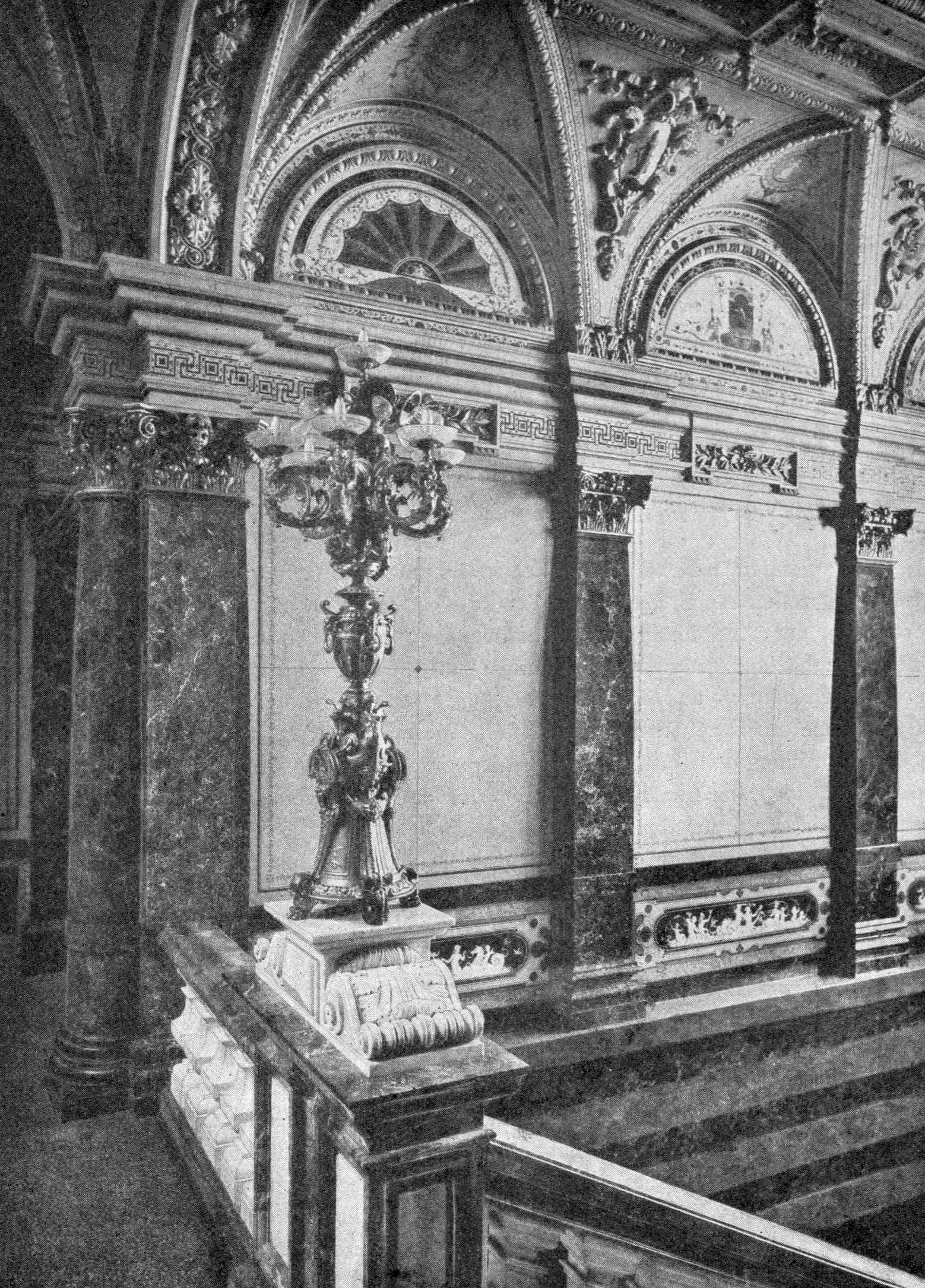
Treppenhaus (Zustand 1900)

Großer Salon

Pro Geschoss standen circa 350 m² Wohnfläche zur Verfügung. Das Foyer ist geschossdurchgehend ähnlich einem antiken Lichthof und mit Glas überwölbt. Zu der reichen Innenausstattung gehörten klassisch-manieristische Einrichtungsgegenstände wie ein Silberschrank im Erdgeschoss, eine Anrichte auf der zweiten Etage, entsprechende Wanddekorationen beispielsweise Goldtapeten sowie äquivalenter Deckenschmuck. Das Erdgeschoss bestand aus der seitlichen Kutscheneinfahrt, einer Anleihe der Kölner Ringstraße Palais – einer Durchfahrt, in der sich rechts die Eingangstür befindet, zu der eine Treppe hinaufführt – einer Vorhalle – dem Ansprach-Zimmer (ehem. Büro v. Museumsdirektor Prof. (h.c.) Dr. phil. Ernst Günther Grimme; jetzt Teil der Bibliothek) – dem Empfangszimmer (Bibliothek Empfang. Auch in diesen erhaltenen Räumen beherrscht ein horror vacui die Innendekoration.) – dem Wohnzimmer (Bibliothek, Lesesaal) – einer Garderobe (Kopiergerät u. a.) – einem Personenaufzug – dem Lichthof – dem Speisezimmer – der Terrasse – einem Anrichtezimmer – der Küche – einem Dienerzimmer (Garderobe) und dem Speiseaufzug im Dienerzimmer. Von dem Erdgeschoss führte die Terrasse hinaus in die Linse typisch asymmetrisch angelegte Gartenlandschaft mit Rundweg. Zu der Gartenkunst zählte ein Springbrunnen. In den spitzen Winkel der hinteren linken Ecke platzierte Linse ein Oktogon, vermutlich ein oktogonales Podest für Darbietungen im Freien gemäß der zeitgemäßen Gartenikonographie.
Zu der ersten Etage und dem zweiten Obergeschoss gehörten eine Vorhalle – das Herrenzimmer – der kleine Salon – der große Salon (von den drei letzteren ist der Deckenschmuck erhalten, die Trennwände sind entfernt zu einem straßenseitigen Saal)– der Orchesterraum – der Festsaal (ehem. Vortragsraum; jetzt Gemäldesammlung) – der Wintergarten mit einer Grotte als zeittypische Reminiszenz an Richard Wagner und die Nibelungengrotte (Niederrheinische Malerei und Skulptur des 15. + 16. Jhs., das Oberlicht lässt den ehemaligen Wintergarten erahnen)– das Herren-Schlafzimmer (Deutsche und niederländische Malerei des 15. Jhs.) – ein Vorzimmer – der Lichthof – eine Garderobe – der Personenaufzug – der Speiseaufzug – II.: vier Schlafzimmer – ein Fremdenzimmer – das Badezimmer – das Kinderzimmer und ein Bügelzimmer.

## Museum

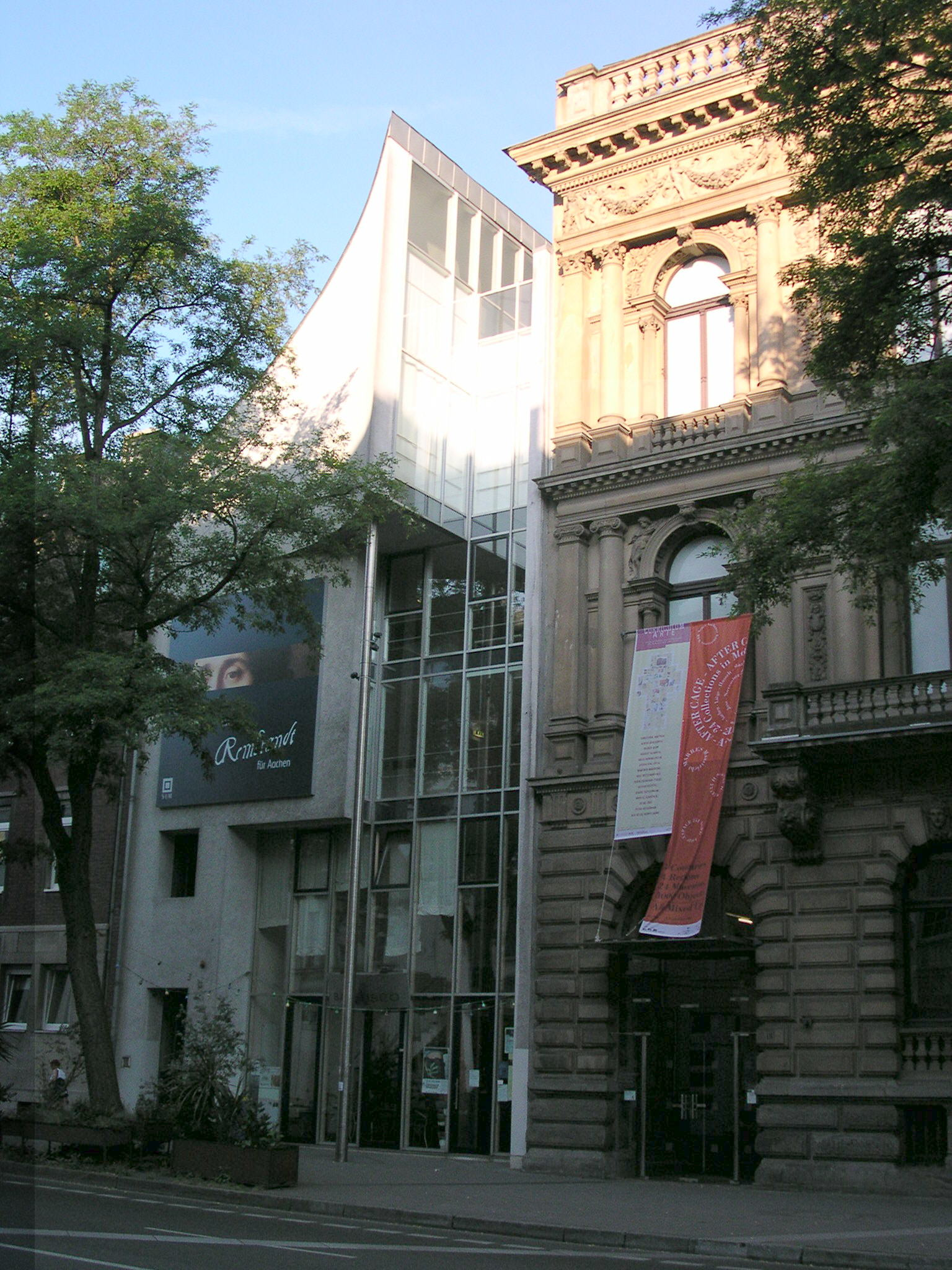
Suermondt-Ludwig-Museum, links dritter Erweiterungsbau (1986–1994)

Abgesehen von kleineren Veränderungen im Inneren wurde der Linse-Bau vor dem Einzug des Museums 1900–1901 durch einen rückwärtigen, zweigeschossigen, fünfachsigen Gebäudeteil inklusive Oberlichtsälen nach Entwurf von Stadtbaumeister Joseph Laurent erweitert. Ein U-förmiger zweiter Erweiterungsbau um das rückwärtige Treppenhaus mit drei Seitenlichtsälen im Erdgeschoss und fünf Oberlichtsälen im Obergeschoss war seit 1907 in Planung und wurde um 1930 ausgeführt. Das Nachbargrundstück von 11 m mal 90 m Größe wurde nach einem Wettbewerb von 1986 durch das Architekturbüro Busmann + Haberer mit einem dritten Erweiterungsbau bebaut, der 1994 eröffnet wurde, dessen Dachkonstruktion als Reminiszenz an ein Segelschiff gedeutet wird, und der im Stil der Spätmoderne gestaltet wurde. Die hintere spitze Grundstücksecke wurde 1994 in Form von mehreren raum- bzw. bauübergreifenden Formen gestaltet. Die oberste Dachkante ragt spitz in die heutige Martin-Luther-Straße (15–17). Auf diese Weise ist die Grundstücksecke des Jahres 1883 in diversen Form präsent. Im flach diagonalen Gegenzug setzten Busmann + Haberer an der Fassade ein Pendant mit seitlichem Eckfenster auf den „Mast“ dieses „Segels,“ der den Mittelpunkt einer rechteckigen Eingangs-Doppelspirale bildet. Diese befindet sich auf dem Boden. Das Muster verläuft über den Bürgersteig bis in die Straßenmitte. Die Spiralen beginnen an der Stele. Die eine nimmt ihren Weg durch den Eingang bis in die Cafeteria; die andere führt in die Straßenmitte und endet mittig vor dem Altbau. Der gesamte Neubaukomplex ist in den unterschiedlichsten Varianten sehr raumgreifend. Der Museumsbesuch startet vor dem Museum. Die Architektur ist das erste Kunstwerk, das der Besucher betrachten kann. Der „Mast“ und die Spirale stammen von dem Bildhauer Norbert Müller-Everling. Es handelt sich um eine Edelstahlstele von 12 m Höhe. Sie stützt das Segel, das in der zweiten Etage von einer nach außen konkaven Mauer, die im spitzen Winkel mit einer Glaswand weit über die Fassadenfront hinausragt, gebildet wird. Dieses Architekturelement wurde zum Wahrzeichen des Museums. Von den Architekten als Windfang bezeichnet. Ihre kubischen Bauelemente erzeugen in ihrer Fragilität einen harmonischen Kontrast zu dem massiven, neumanieristischen Linse-Werk.
Integriert sich die Kunst in der Villa in die vorhandenen Räumlichkeiten, konnten Busmann + Haberer ihre Räume auf die Kunstwerke abstimmen. Farben, Lichtverhältnisse und Raumgrößen wurden unter kunsthistorischen und farbpsychologischen Aspekten auf die Ausstellungsstücke hin konzipiert.
An dem heutigen Museumsbau ist im Foyer und dem Bibliotheksbereich die ursprüngliche Raumaufteilung abzulesen. Die linke Rückfront des Linse-Baus ist unbebaut, ebenso der erste Teil des davor befindlichen Gartenbereichs, der Skulpturen-Garten.
In der Vorhalle empfängt den Besucher das Porträt Barthold Suermondts von Ludwig Knaus.

## Denkmälerverzeichnis
1977 wurde der Bau vom Landeskonservator Rheinland ins Denkmälerverzeichnis eingetragen als:

„Haus Cassalette, jetzt Suermondtmuseum
1892 (E. Linse);
3geschossiger, 5achsiger Palazzo im Stil der venezianischen Renaissance, Werksteinfassade mit Attika; Eingang in der Toreinfahrt links, im EG 2 Räume erhalten“